# Обсерваторія Каменське плато
Обсерваторія Каменське плато — астрономічна обсерваторія, заснована в 1947 році при Астрофізичному інституті ім. В. Г. Фесенкова. У 1948 році Г. А. Тихов очолив самостійний заклад — сектор астроботаніки АН КазРСР — і заснував свою окрему обсерваторію. Після смерті Тихова в 1960 році сектор астроботаніки було розформовано. В даний момент обсерваторія і інститут імені Фесенкова знаходяться на одній території. Через світлове забруднення від Алмати зараз обсерваторія використовується переважно для освітніх цілей, а наукові спостереження проводяться на двох інших обсерваторіях, підпорядкованих інституту Фесенкова - Тянь-Шаньській та Аси-Тургень.

## Керівники обсерваторії
- 1947—1964 — В. Г. Фесенков
- в 1987 році — Б. Т. Ташенов
- в 2007 — Чечін Леонід Михайлович[1]
- зараз — Омаров Чингіс Тукенович[2]

## Історія обсерваторії
Спостереження сонячного затемнення 21 вересня 1941 року в Казахстані проводили 7 експедицій, в складі яких були астрономи, фізики і геофізики з Москви і Ленінграда. З огляду на активний наступ фашистських військ на західній частині країни було вирішено залишитися в Казахстані і приєднатися до евакуйованих вчених в Алмати. Таким чином було сформовано колектив НДІ астрономії і фізики, який було створено через кілька тижнів за пропозицією В. Г. Фесенкова. Будівлю інституту було побудовано після війни полоненими японцями. Перші пошуки ділянки для будівництва великої обсерваторії з хорошим астрокліматом почалися в 1943 році. Тимчасові експедиції працювали в Каменському плато, в Бутаковці і в околицях Талгара. В другій половині 1945 року місце (в 11 км від Алмати на висоті 1450 метрів над рівнем моря) і проект обсерваторії були вибрані, а в березні 1946 року було прийнято постанову уряду про будівництво. Власне будівництво на Каменському Плато почалося в 1947 р. До 1950 року обсерваторія називалася Гірська астрофізична обсерваторія, а з 1950 р. офіційна назва — Астрофізичний інститут, що нині носить ім'я засновника — академіка В. Г. Фесенкова. Зараз працює 4 телескопа, на котрих ведуться спостереження галактик, зірок, планет і геостаціонарних супутників. Обсерваторія знаходиться на території інституту, розташованому на Каменському Плато, в межах міста. Періодично в літературі зустрічається назва «Алма-Атинська обсерваторія», а зупинка автобуса має назву «Обсерваторія».

## Інструменти обсерваторії
- 50-см рефлектор Герца (Hertz reflector) (D = 500 мм, F = 11000 мм) (1948р) —для абсолютної спектрометрії — (отриманий по репараціям з Німеччини після війни): потребує ремонту, використовується лише для екскурсій.
- Світлосильний менісковий телескоп Максутова АСИ-2 (D = 500 мм, F = 1200 мм) (1950р) — для вивчення тонкої структури газопильових туманностей — перший встановлений в СРСР телескоп системи Д. Максутова — потребує ремонту, використовується лише для екскурсій — фотопроникнення в 50-х роках було на рівні 19 зоряних величин[3]
- Позазатемненнєвий коронограф Ліо (D = 120 мм, F = мм) (осінь 1950р — 1952 рік) він же Zeiss coronograph — (отриманий за репараціями з Німеччини після війни)
- хромосферно-фотосферний телескоп (1950)
- Автоматичний дзеркальний телескоп АЗТ-8 (D = 700 мм, Fголовний = 2800 мм, F Кассегрена= 11000 мм, F Куде = 28000 мм) (1964) — працює, проводяться спостереження штучних супутників (позиційні і фотометричні — А. В. Діденко) , АЯГ і планетарних туманностей (спектрофотометрія — Е. К. Денисюк, Л. Н. Кондратьєва, Р. Р. Валіуллін) — було замовлено для обсерваторії Тихова, але було встановлено після його смерті.
- мала світлосильна камера Шмідта — кометний патруль (з 50-60-х років)
- астрогеодезична камера Шмідта — кометний патруль з 1975 року(? SBG (оптична система: камера Шмідта, D=420 мм, F=770мм) ?)
- Цейс-600 (оптична система: Кассегрен, D=600 мм, F=7200 мм, 1972 рік) — проводяться спектрофотометричні спостереження планет (В. Г. Тейфель)
- Установка для лазерного зондування атмосфери — зараз не працює (відділ фізики атмосфери розформовано).

Обсерваторія Тихова (Сектор Астроботаніки):
- Рефрактор (D = 125 мм, F = мм) — для фотографування малих планет (1946 рік) — привезений з Пулкова «Бредіхінський» астрограф — обсерваторія Тихова
- 20 см менісковий телескоп Максутова (1950) — обсерваторія Тихова — зручний для експедиційних робіт, використовувався для фотографічних і спектральних спостережень Місяця і планет, а в 1959—1961 рр і пізніше в 70-і роки — для астрокліматичних спостережень при пошуках місця для будівництва нової обсерваторії.

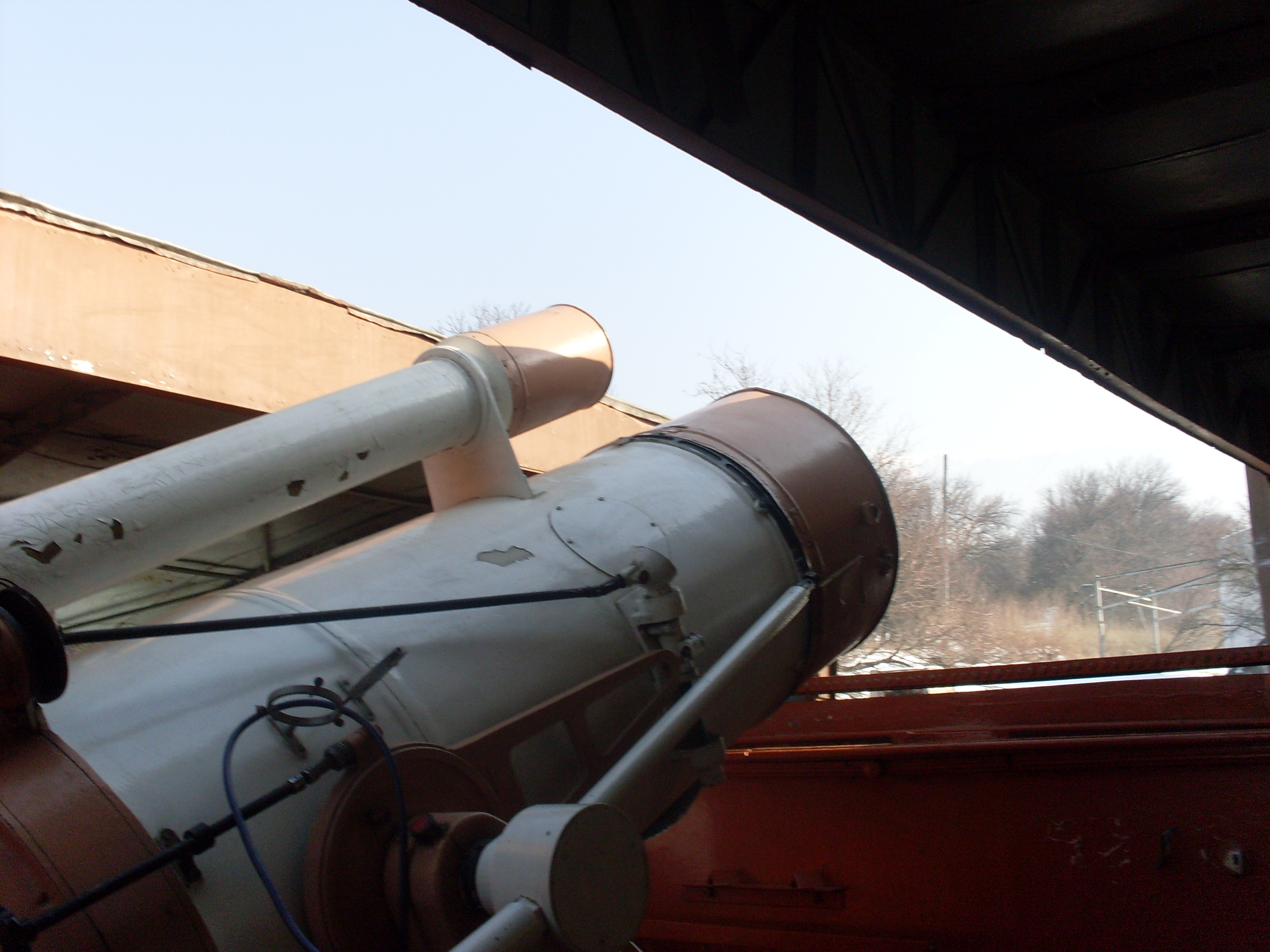
Менісковий телескоп Максутова
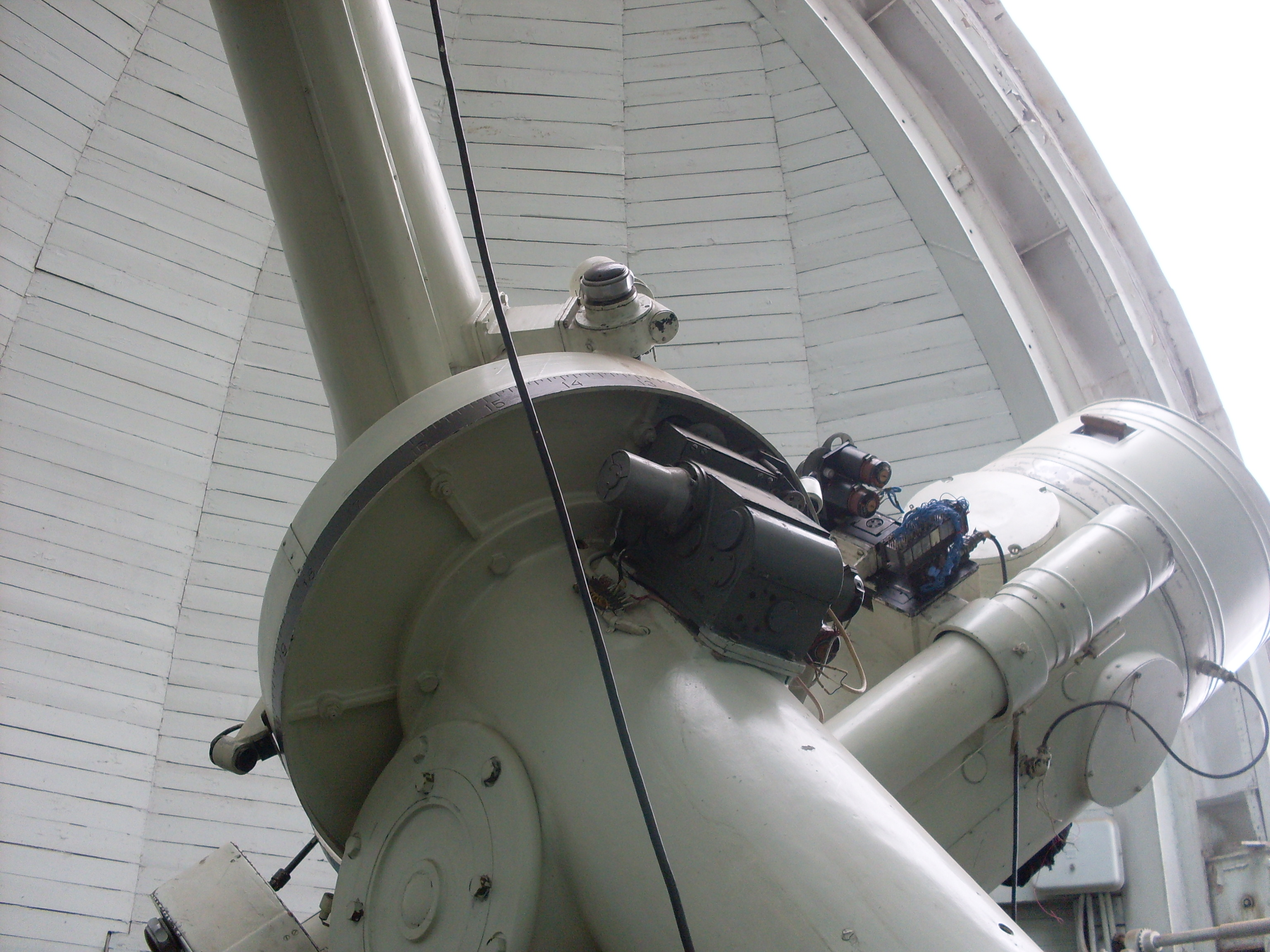
Телескоп АЗТ-8
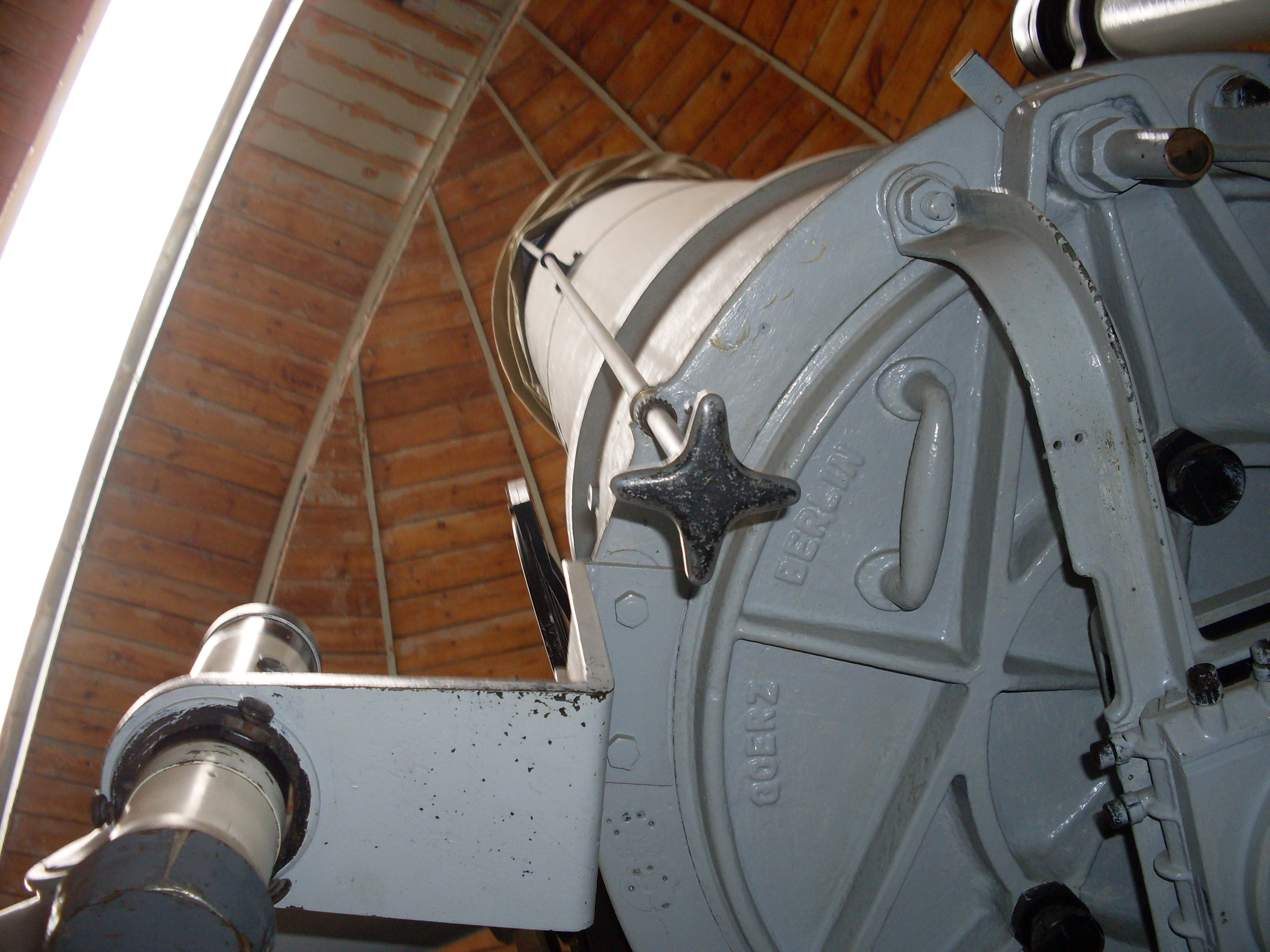
Hertz reflector

## Напрямки досліджень
- Атмосферна оптика
- Міжзоряне середовище
- Світлі і темні туманності
- Сонячна активність
- Спектрофотометрія активних галактик
- Зоряна астрономія
- Великі планети Сонячної системи
- Комети
- Астрометрія штучних супутників Землі
- Комплексні дослідження активних ядер галактик (експериментальні і теоретичні)
- Дослідження фізики раннього Всесвіту
- Проблема космічного сміття і кометно-метеоро-астероїдної небезпеки

## Основна тематика наукової роботи
- Створення і підтримування каталогу штучних космічних об'єктів.
- Вивчення фізики космічних об'єктів, що формуються.
- Дослідження оптичних властивостей і будови атмосфер планет Сонячної системи, нестаціонарних процесів на планетах-гігантах Юпітері і Сатурні.
- Дослідження Місяця і явищ в системах супутників Юпітера і Сатурна.
- Дослідження геомагнітних проявів сонячної активності.
- Розвиток астрофізичних досліджень для високоточного визначення орбіт космічних об'єктів.
- Розвиток сучасних чисельних методів в механіці газу і фізиці плазми і їх застосуванні в астрофізичних дослідженнях і астродинаміці.
- Розробка якісних, аналітичних і чисельних методів дослідження нестаціонарних задач динаміки штучних і природних небесних тіл.
- Розробка методів астрометричних обчислень для задач динаміки космічного польоту.

## Основні досягнення
- Відкриття комети Чурюмова — Герасименко 20 вересня 1969 року
- «Атлас газопильових туманностей» (1953 рік)
- Склотека з 5000 знімків отриманих з АСИ-2
- 415 астрометричних вимірювань астероїдів головного поясу (активні спостереження проводилися в 50-60-х роках ХХ століття)[6]
- В 60-ті роки — фотометричний каталог відбивних туманностей
- Відкрито близько 50 Сейфертівських галактик
- 17 серпня 1979 року вдалося вперше спостерігати покриття зірки астероїдом на території СРСР[7][8]

## Відомі співробітники
- Микола Миколайович Парійський[9]
- Воронцов-Вельямінов Борис Олександрович
- Тихов Гавриїл Адріанович
- Тейфель Віктор Германович — створив перший сайт обсерваторії в 2000 році, завідувач Лабораторією фізики Місяця і планет, вперше спостерігав покриття зірки астероїдом на території СРСР[7][8]

## Адреса обсерваторії
- 050020, Алмати, Казахстан, Обсерваторія, буд.23

## Цікаві факти
- Стругацький Борис Натанович проходив літню практику перед другим курсом (1951 рік) в обсерваторії Каменське плато у академіка Тихова Гавриїла Адріановича, в секторі котрого він займався цілком фантастичною наукою — астроботанікою. Даний сектор было організовано для розвитку досліджень з прогнозування можливості існування життя на інших планетах Сонячної системи при Академії наук Казахської РСР.[10]